# リー・ジャオ
リー・ジャオ（Li Jiao、中:李 佼、1973年1月15日 - ）はオランダの女子卓球選手。中華人民共和国・山東省青島市出身。

## 略歴
世界ランキング最高は2011年1月の10位。山東省のチームでプレーしていたが中国代表には選ばれず、1度は21歳で引退している。
5年間コーチを務めた後にオランダに国籍を移して現役復帰し、ヨーロッパ卓球選手権で2007年と2011年にシングルス、2008年から2011年は団体で優勝している。2016年のリオデジャネイロオリンピック後に一線を退き、オランダ男子チームの監督に就任する事を発表した。
ショートとプッシュを武器に長く第一線で戦ったペンホルダー選手であった。